# Tipula latistriga
Tipula latistriga är en tvåvingeart som beskrevs av Alexander 1933. Tipula latistriga ingår i släktet Tipula och familjen storharkrankar. Inga underarter finns listade i Catalogue of Life.